# يانيك كاراسكو
يانيك فيريرا كاراسكو (بالهولندية: Yannick Ferreira Carrasco؛ مواليد 4 سبتمبر 1993) هو لاعب كرة قدم بلجيكي من أب برتغالي وأم إسبانية يلعب كجناح لنادي الشباب في دوري المحترفين السعودي و‌المنتخب البلجيكي.
بدأ مسيرته الاحترافية مع موناكو الفرنسي الذي سجل معه 20 هدفًا في 105 مباراة، وفاز معه في أول موسم بدوري الدرجة الثانية الفرنسي، ووصل معه إلى وصافة الدوري الفرنسي في الموسم التالي. عام 2015، انضم إلى أتلتيكو مدريد مقابل 20 مليون يورو، وساهم في تحقيق الفريق لوصافة دوري أبطال أوروبا.
لعب كاراسكو أول مباراة دولية له في مارس 2015، وكان جزءًا من التشكيلة المشاركة في يورو 2016.

## المسيرة الاحترافية

### موناكو
لعب كاراسكو في موناكو وشهد تألق واضحا وبعدها تعاقد معه اتلتيكو مدريد .

### أتلتيكو مدريد
يوم 10 يوليو 2015، أعلن أتلتيكو مدريد ضمه لكاراسكو بموجب عقد مدته خمس سنوات. يوم 18 أكتوبر، سجل أول هدف له مع النادي في مباراة ضد ريال سوسيداد انتهت بنتيجة 2–0 لصالح الروخي بلانكوس.
يوم 28 مايو 2016، وبعد دخوله كبديل في الشوط الثاني لأوغوستو فيرنانديز في نهائي دوري أبطال أوروبا 2016، سجل كاراسكو هدف التعادل للأتلتي ضد ريال مدريد في الدقيقة التاسعة والسبعين، قبل أن يخسر فريقه بركلات الترجيح. وأصبح بذلك أول بلجيكي يسجل في نهائي أوروبي.
يوم 15 أكتوبر 2016، سجل كاراسكو أول ثلاثية له في مسيرته الاحترافية في مباراة في الدوري الإسباني ضد غرناطة انتهت بنتيجة 7–1.

## روابط خارجية
- يانيك كاراسكو على موقع الاتحاد الأوربي (الإنجليزية)
- يانيك كاراسكو على موقع الاتحاد البلجيكي (الإنجليزية)
- يانيك كاراسكو على موقع قاعدة بيانات كرة القدم.إي يو (الإنجليزية)
- يانيك كاراسكو على موقع ليكيب (الفرنسية)
- يانيك كاراسكو على موقع ناشيونال فوتبول تيمز (الإنجليزية)
- يانيك كاراسكو على موقع Soccerbase.com (لاعب) (الإنجليزية)
- يانيك كاراسكو على موقع Soccerway.com (الإنجليزية)
- يانيك كاراسكو على موقع عالم كرة القدم.نت (الإنجليزية)
- يانيك كاراسكو على موقع كووورة
- يانيك كاراسكو على موقع AS.com (الإسبانية)